# Marie de Frise orientale
Marie de Frise orientale (en allemand Maria von Ostfriesland, et en frison occidental Maria fan East-Fryslân) est née à Berum (comté de Frise-Orientale) le 1er janvier 1582 et meurt à Dannenberg le 9 juillet 1616. Elle est une noble frisonne, fille du comte de Frise Edzard II de Frise orientale (1532-1599) et de Catherine Vasa (1539-1610).

## Mariage et descendance
Le 1er septembre 1614 elle épouse le duc Jules-Ernest de Brunswick-Dannenberg (1571-1636), fils d'Henri de Brunswick-Dannenberg (1533-1598) et d'Ursule de Saxe-Lauenbourg (de) (1545-1620). Le couple a deux enfants :
- Sigismond-Henri, né et mort en 1614.
- Marie-Catherine de Brunswick-Dannenberg (1616-1665), mariée avec le duc Adolphe-Frédéric Ier de Mecklembourg-Schwerin (1588-1658).